# Jean Salis
Pour les articles homonymes, voir Salis.
Jean-Edmond Salis, né le 26 février 1937 et mort le 2 juin 2023, est un pilote d'avion, collectionneur, restaurateur et conservateur du patrimoine aéronautique,. Il est notamment connu pour avoir collaboré à la réalisation de nombreuses œuvres cinématographiques et audiovisuelles.

## Biographie
Fils de Jean-Baptiste Salis, aviateur, Jean Salis grandit à Cerny, commune alors située dans le département de Seine-et-Oise. Il passe l'essentiel de son temps sur le terrain d'une quarantaine d'hectares acquis par son père, rapidement transformé en terrain d'aviation et qui deviendra plus tard l'aérodrome de Cerny-La Ferté Alais.
Il s'initie d'abord au pilotage avec la pratique du vol à voile, puis ambitionne de devenir pilote militaire. Mais ce projet est contrarié par le daltonisme qui l'affecte, le rendant inapte pour une carrière dans l'armée de l'air. Il suit alors une formation de dessinateur industriel et obtient une qualification de mécanicien aéronautique.
Jean Salis effectue son service militaire en tant que mécanicien navigant de 1957 à 1959, à Colomb-Béchar dans le sud algérien.
C'est après la mort de son père en 1967 que débute véritablement son activité de collectionneur d'avions anciens, passion animée par le souhait de retrouver les appareils qui ont compté dans la vie de pilote de son père et de les présenter en vol lors de fêtes aériennes.

## Un conservateur du patrimoine aéronautique
Dans la lignée de l'association originelle Les Casques de Cuir, créée par son père en 1933, puis de son Escadrille du souvenir, Jean Salis participe à la fondation en 1975 de l'Amicale Jean-Baptiste Salis, basée sur l'aérodrome de Cerny-La Ferté Alais dans le département de l'Essonne. Cette dernière reprend l'organisation annuelle d'une fête aérienne, aujourd'hui baptisée « Le temps des hélices », et existant depuis 1970.
Poursuivant l’œuvre de son père, Jean-Baptiste Salis, Jean Salis reprend sa collection d'avions anciens. Au fil des années, il va l'enrichir, la développer et la rendre accessible au public au sein de son « Musée volant ».
Jean Salis est reconnu par les grands noms de l'aéronautique, tel André Turcat, pilote d'essai du Concorde qui relate une expérience de vol aux commandes d'avions anciens :   
« C'est ainsi que Jean Salis m'a donné l'occasion, dont je lui sais tant gré, de piloter le Caudron G3 et le Blériot XI, deux avions toile et bois bien sûr, à ailes haubanées. [...] Restait à Jean Salis à hasarder ses précieuses reconstitutions par grand beau temps, aux mains d'un pilote de réacteurs supersoniques et de me donner ses consignes de vol [...]. »  

## Un collectionneur au service du cinéma et de la télévision
Jean Salis collabore à la réalisation de nombreuses œuvres cinématographiques et audiovisuelles. Sa connaissance du patrimoine aéronautique, sa collection d'appareils et ses talents de pilote lui valent d'être régulièrement sollicité lorsqu'il s'agit de tourner des scènes impliquant des avions anciens,. Il intervient en qualité de consultant, fournisseur d'appareils anciens, pilote et plus occasionnellement comme acteur de second rôle, en tant que pilote.

### Séries télévisées (fictions)
- Les Faucheurs de Marguerites (1974), Le Temps des as (1978), La Conquête du ciel (1980) et L'Adieu aux as (1982)[13], série en 4 saisons et 25 épisodes, dont les prestations aériennes sont notamment fournies par Jean Salis et de nombreuses scènes sont tournées sur terrain d'aviation de Cerny-La Ferté Alais.
- Les brigades du Tigre (1982) où Jean Salis joue le rôle d'un pilote dans le 6e épisode de la saison 5[14].
- L'Aéropostale, courrier du ciel (1980).
- Le rêve d'Icare (1982) où Jean Salis joue le rôle d'un moniteur[15].
- Saint-Exupéry : La Dernière Mission (1994)[16].

### Documentaires télévisés

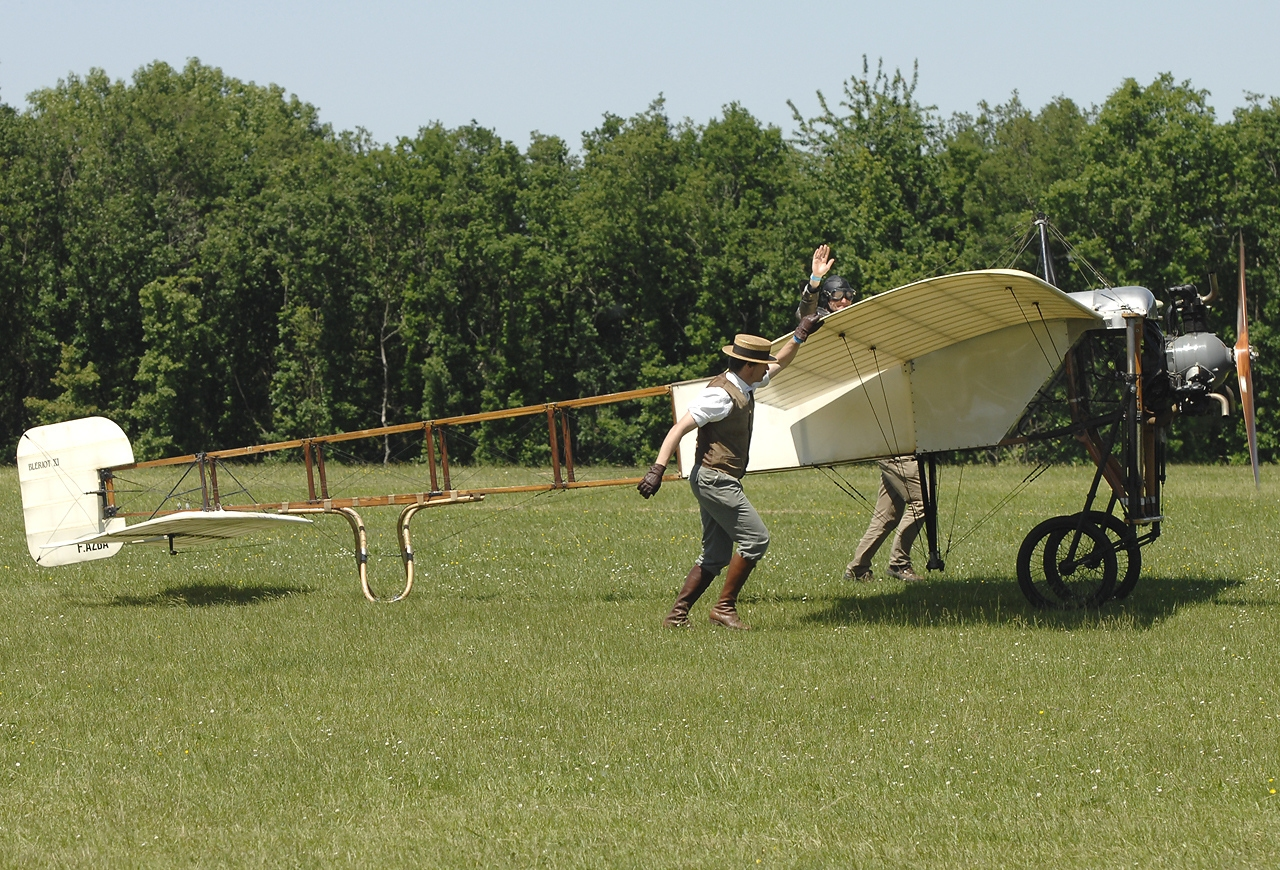
Le Blériot XI F-AZBA, photographié à l'occasion de la 37e édition du meeting aérien de Cerny La Ferté-Alais, le 30 mai 2009.

Jean Salis apparaît notamment dans le 1er épisode de la série télévisée Histoire de l'aviation, réalisée par Daniel Costelle et diffusée sur TF1 en 1978. Dans cet épisode intitulé Voler ! Des origines à 1909, Jean Salis prend les commandes de son Blériot XI, dont il décrit les caractéristiques, avant de décoller et d'effectuer une traversée de la Manche, comme le fit pour la première fois Louis Blériot le 25 juin 1909. Dans cette séquence tournée en 1976, l'avion utilisé, le Blériot XI immatriculé F-AZBA, est le dernier appareil de ce type construit par les ateliers Blériot au début des années 1930, aux commandes duquel Jean-Baptiste Salis avait déjà traversé la Manche à deux reprises, en 1955 et 1959.

### Films

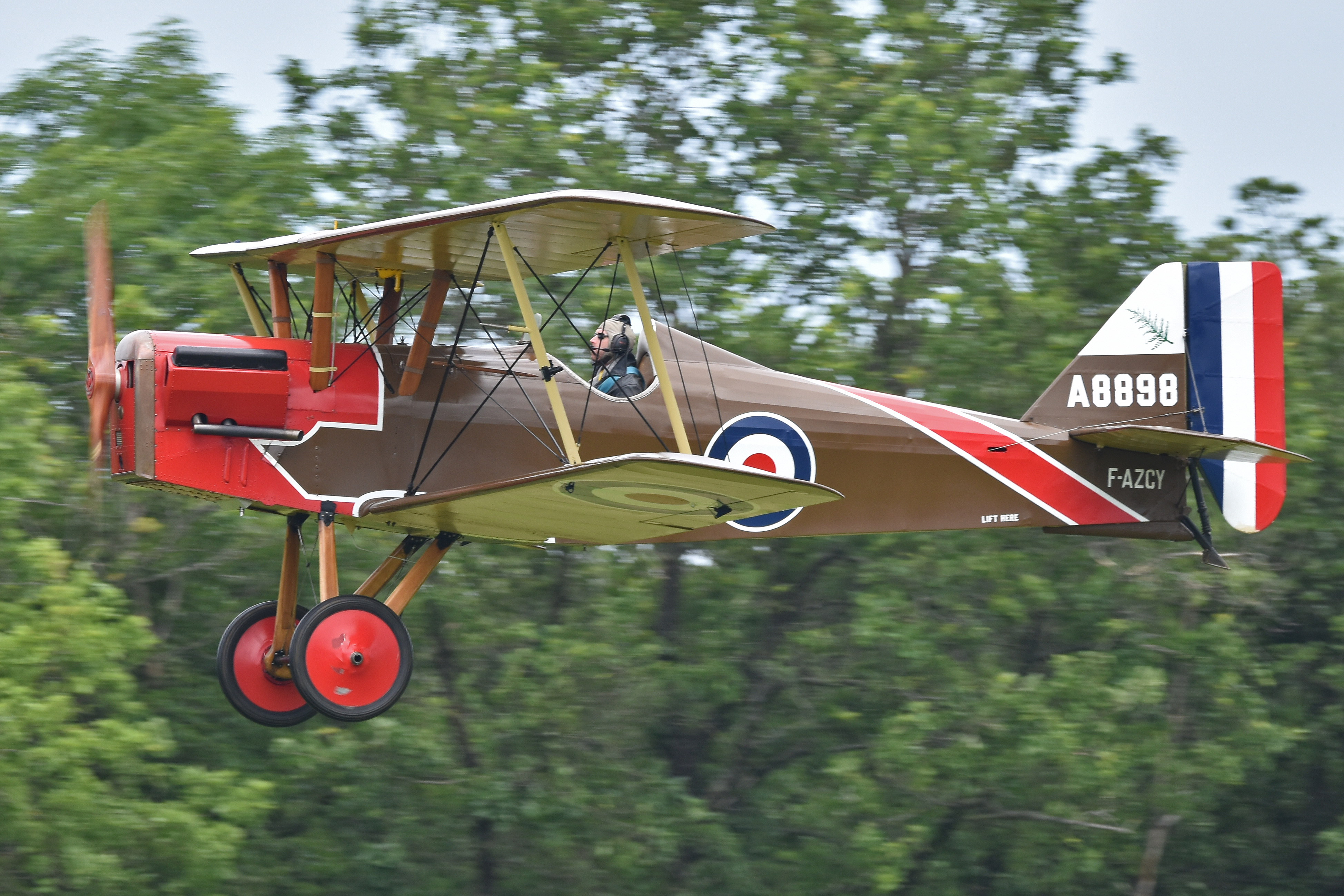
Réplique d'un Royal Aircraft Factory SE5, construite pour le film l'As des AS.

#### Consultant aéronautique
- Le dernier vol de Karim Dridi (2009)[19]

#### Prestataire aéronautique (fourniture d'appareils anciens)
- Memphis Belle de Michael Caton-Jones (1990)[20]
- Tango de Patrice Leconte (1993)[21]
- La Jeune Fille et les Loups de Gilles Legrand (2008)[22]
- L'Escadron Red Tails d'Anthony Hemingway (2012)[23]

#### Pilote (dont acrobaties aériennes)
- Antoine et Sébastien de Jean-Marie Périer (1974)[24]

- L'animal de Claude Zidi (1977)
- L'As des as de Gérard Oury (1982)[25],[26],[27]
- L'été de nos quinze ans de Marcel Jullian (1983)[28]
- Projet RPM de Ian Sharp (1997)[29]
- L'ombre du vampire de E. Elias Merhige (2000)[30]
- Pas de repos pour les braves d'Alain Guiraudie (2003)[31]

## Distinctions
- Grande médaille de l'Aéroclub de France 1988[32].
- Prix Icare 1990, distinction décernée chaque année par l'Association des journalistes professionnels de l'aéronautique et de l'espace (AJPAE)[33].

## Publications

### Préfaces
- Rimensberger, Joe, Ces merveilleuses machines volantes, Favre Pierre-Marcel éditions, 2002, 160 p. (ISBN 2-8289-0715-5)